# HH 132
HH 132 è un oggetto di Herbig-Haro situato all'interno della nebulosa diffusa NGC 2626 nella costellazione delle Vele, ad una distanza di 3300 anni luce dal sistema solare.
Gli oggetti di Herbig-Haro sono generati dai venti stellari bipolari originati dalle stelle di nuova formazione. Nonostante i pochi dati a disposizione degli astrofisici, si ritiene che l'oggetto presenti caratteristiche affini alla coppia HH 46/47, posta ad una distanza dal sistema solare pari alla metà di HH 132 (quindi a 1467 anni luce). Infatti, HH 132 è suddiviso in due nodi principali, denominati A e B, cui si aggiunge un nodo C separato; dal nodo B si diparte una breve fascia di gas che lo congiunge al nodo A, in maniera simile a quella che unisce HH 46 ad HH 47; inoltre, le stelle in formazione che originano tali oggetti sono poste all'estremità di una nebulosità di forma conica, ed entrambi gli oggetti mostrano col tempo delle variazioni strutturali. Entrambi gli oggetti sono poi associati, assieme ad un globulo di polveri, ad una vasta regione H II. Tuttavia tra i due oggetti intercorre una differenza sostanziale: infatti, HH 46 trae origine da una brillante stella di classe B e da una nebulosa a riflessione, mentre HH 132 deriverebbe da alcune deboli stelle di classe K.
HH 132 probabilmente riceve energia dalla vicina sorgente IRAS 08337−4028. I due bozzoli luminosi HH132B e C sono invece stati classificati come nebulose a riflessione di luminosità variabile; nei pressi dell'oggetto si trova anche un'altra sorgente infrarossa, catalogata come IRAS 08339−4029, che potrebbe essere associata, nonostante la separazione di 1', alla variabile EM Velorum, forse una stella Ae/Be di Herbig.